# مارك بويول
مارك بويول بونز (بالإنجليزية: Marc Pujol Pons)‏ (مواليد 21 أغسطس 1982 في أندورا) لاعب كرة قدم أندوري دولي يجيد اللعب في خط الهجوم . يلعب حاليا لصالح نادي بالاغوير الإسباني منذ 2007 .

## روابط خارجية
- مارك بويول على موقع الاتحاد الدولي (مؤرشف)  (الإنجليزية)
- مارك بويول على موقع الاتحاد الأوربي (الإنجليزية)
- مارك بويول على موقع قاعدة بيانات كرة القدم.إي يو (الإنجليزية)
- مارك بويول على موقع ناشيونال فوتبول تيمز (الإنجليزية)
- مارك بويول على موقع Soccerway.com (الإنجليزية)
- مارك بويول على موقع عالم كرة القدم.نت (الإنجليزية)